# Молодіжна збірна Таїланду з хокею із шайбою
Молодіжна збірна Таїланду з хокею із шайбою — національна молодіжна чоловіча збірна команда Таїланду, складена з гравців віком не більше 20 років, яка представляє країну на міжнародних змаганнях з хокею. Функціонування команди забезпечується Асоціацією хокею Таїланду, яка є членом ІІХФ.

## Історія
Молодіжна збірна Таїланду дебютувала на турнірі Кубка виклику Азії в 2019 році, в столиці Малайзії Куала-Лумпур. У першій грі переграли Монголію 14–1. Дві наступні матчі проти збірних збірній Індонезії та Кувейту також виграли та посіли перше місце. Перемога над Кувейтом 25–0 є найбільшою в історії збірної Таїланду на Азійському Кубку Виклику.

## Результати

### Чемпіонати світу
- 2025 – 1-е місце (Дивізіон III B)

### Азійський Кубок Виклику
- 2019 – 1-е місце (дивізіон I)
- 2022 – 1-е місце